# Zilanli (Qubadli)
Zilanli est un village de la région de Qubadli en Azerbaïdjan.

## Histoire
En 1993-2020, Zilanli était sous le contrôle des forces armées arméniennes. En 2020, le village de Zilanli a été restitué sous le contrôle de l'Azerbaïdjan.